# Вулиця Марка Черемшини (Київ)
Ву́лиця Ма́рка Черемши́ни — вулиця у Дніпровському районі міста Києва, місцевість Воскресенська слобідка. Пролягає від Райдужної вулиці до кінця забудови. Значна частина вулиці проходить узбережжям озера Радунка.

## Історія
Вулиця Марка Черемшини виникла у середині XX століття. Свою назву отримала в 1955 році на честь українського письменника та громадського діяча Марка Черемшини.

## Забудова
Вулиця Марка Черемшини пролягає у приватному секторі. Вона є єдиною вулицею, що збереглася, колишнього села Воскресенська слобідка, знесеного для будівництва Райдужного масива
. На своєму початку вулиця межує із садовим товариством «Освіта», наприкінці — з дачним масивом Воскресенські сади.